# Olivier Bogé
Olivier Bogé (* 1981 in Toulon) ist ein französischer Jazzmusiker (Saxophone, Komposition, auch Gitarre, Gesang, Piano, E-Piano, Synthesizer).

## Leben und Wirken
Bogé hatte klassischen Klavierunterricht am Touloner Konservatorium; danach beschäftigte er sich auch mit Saxophon und Gitarre, Er arbeitete ab den 2000er-Jahren in der französischen und internationalen Jazzszene mit Franck Amsallem, mit dem 2005 erste Aufnahmen entstanden (A Week in Paris: A Tribute to Strayhorn), außerdem mit Virginie Teychene (Portraits, 2007), Tigran Hamasyan, Bill McHenry, Jeff Ballard, Baptiste Trotignon, Tony Rabeson und Rick Margitza. 2012 legte er das Album Imaginary Traveler vor, gefolgt von Fall Somewhere (2012, mit Nicolas Moreaux, Bill McHenry und Tigran Hamasyan), The World Begins Today (Naïve), Expanded Places (2015 (Naïve), mit Nicolas Moreaux, Karl Jannuska, Guillaume Begni, Manon Ponsot) und When Ghosts Were Young (Jazz & People, 2017) mit Pierre Perchaud, Tony Paeleman, Nico Moreaux und Karl Jannuska.